# Ráskai Zoltán
Ráskai Zoltán (Nagyenyed, 1903. július 25. – Budapest, 1978. április 9.) asztrogeodéta mérnök.

## Életpályája
Nagyenyeden a Bethlen Kollégium diákja volt; 1933-ban a budapesti Műegyetemen szerzett gépészmérnöki diplomát. 1934–1952 között az Állami Földmérés győri felügyelőségén dolgozott. 1943-tól főmérnöki beosztásban működött. 1952-től az Országos Földméréstani Intézet (jogutódja a Budapesti Geodéziai és Térképészeti Vállalat) mérnöke volt. Földmérői, majd 1958-ban háromszögelő mérnöki szakvizsgát tett.

### Munkássága
Egyik fontos feladata volt a Magyar-Csehszlovák Határbizottság keretében 1949-ben az Aggteleki Cseppkőbarlangban az országhatár átmetszési vonalának a kitűzése. Matematikai tudása miatt elismert szakembere volt a vetületi és kiegyenlítési számításoknak. Ez vezette a földrajzi helymeghatározások területére, a nemzetközi asztrogeodéziai összekapcsolási mérésekhez (Potsdam, Varsó, Prága). Részt vett a Varsó, Prága, Szófia hosszúság-különbségek meghatározásában.
Temetése a Farkasréti temetőben történt.

## Művei
- Az országhatár kitűzése az Aggteleki-cseppkőbarlangban (Budapest, 1949)

## Díjai
- Fasching Antal-emlékplakett (1969)[2]